# 卡拉·奥弗贝克
卡拉·奥弗贝克（英語：Carla Overbeck，1968年5月9日—），旧姓韦登（Werden），美国女子足球运动员。她曾代表美国国家队参加1996年和2000年夏季奥林匹克运动会足球比赛，获得一枚金牌和一枚银牌。